# Torneio Internacional Cidade do Porto de 2017
O Clube Infante de Sagres, a mais antiga equipa de hóquei em patins do Porto e uma das pioneiras da modalidade em Portugal, organizou o Torneio Internacional "Cidade do Porto", no seu pavilhão. Para esta competição quadrangular, CI Sagres convidou este ano, o FC Porto, Campeão Nacional, UD Olieirense, finalista vencido da Final da Liga dos Campeões e Correggio Hockey da Série A italiana.Nos dias 29 e 30 de setembro de 2017. 
A Câmara do Porto presta apoio na divulgação do torneiro.

## Meias Finais
| Setembro 29, 2017 | UD Oliveirense | 7 - 7 (1-2 g.p.) | Correggio Hockey | Pavilhão Infante Sagres                              |
| 20:00             |                | [ 2 ]            |                  | Árbitro: Joaquim Pinto (Porto) e Pedro Silva (Porto) |

| Setembro 29, 2017 | FC Porto | 15 - 3 | CI Sagres                                                                                              | Pavilhão Infante Sagres                              |
| 22:00             | 1-0 José "Rafa" Costa GP 8' 1ªP 2-0 Álvaro Morais "Alvarinho" 8' 1ªP 3-1 Álvaro Morais "Alvarinho" 9' 1ªP 4-2 Reinaldo Garcia 17' 1ªP 5-2 Jorge Silva 17' 1ªP 6-2 Antoni "Ton" Baliu 20' 1ªP 7-2 Gonçalo Alves GP 23' 1ªP 8-2 Gonçalo Alves GP 24' 1ªP 9-2 Reinaldo Garcia 7' 2ªP 10-2 Reinaldo Garcia 10' 2ªP 11-2 Antoni "Ton" Baliu 14' 2ªP 12-2 Jorge Silva 16' 2ªP 13-2 Álvaro Morais "Alvarinho" LD 16' 2ªP 14-2 Jorge Silva LD Azul 18' 2ªP 15-3 Hélder Nunes 21' 2ªP | [ 3 ]  | 2-1 Carlos André Rodrigues 8' 1ªP 3-2 Carlos André Rodrigues 10' 1ªP 14-3 João Rodrigo Campelo 18' 2ªP | Árbitro: Joaquim Pinto (Porto) e Pedro Silva (Porto) |

## 3º e 4º Lugar
| Setembro 30, 2017 | UD Oliveirense | 6 - 1 | CI Sagres | Pavilhão Infante Sagres |
| 17:00             |                | [ 4 ] |           |                         |

## Final
| Setembro 30, 2017 | FC Porto                                                           | 7 - 0 | Correggio Hockey | Pavilhão Infante Sagres |
| 19:00             | Gonçalo Alves Reinaldo Garcia (2) Hélder Nunes Alvarinho (2) Rafa. | [ 5 ] |                  |                         |

### Internacional
- «Ligações ao Hóquei em todo o Mundo» Arquivado em 16 de março de  2010, no Wayback Machine.